# Konfederacja tyszowiecka

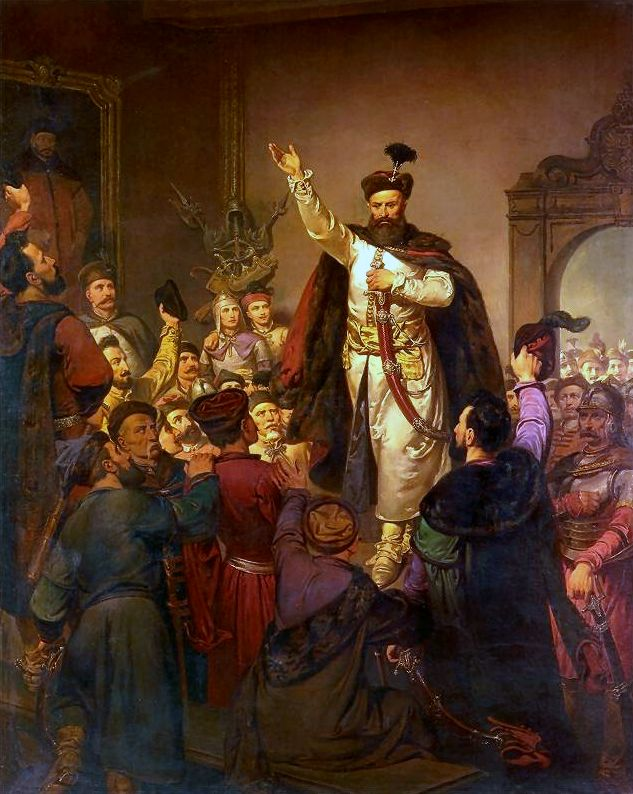
Zawiązanie konfederacji tyszowieckiej, obraz Walerego Eljasza-Radzikowskiego

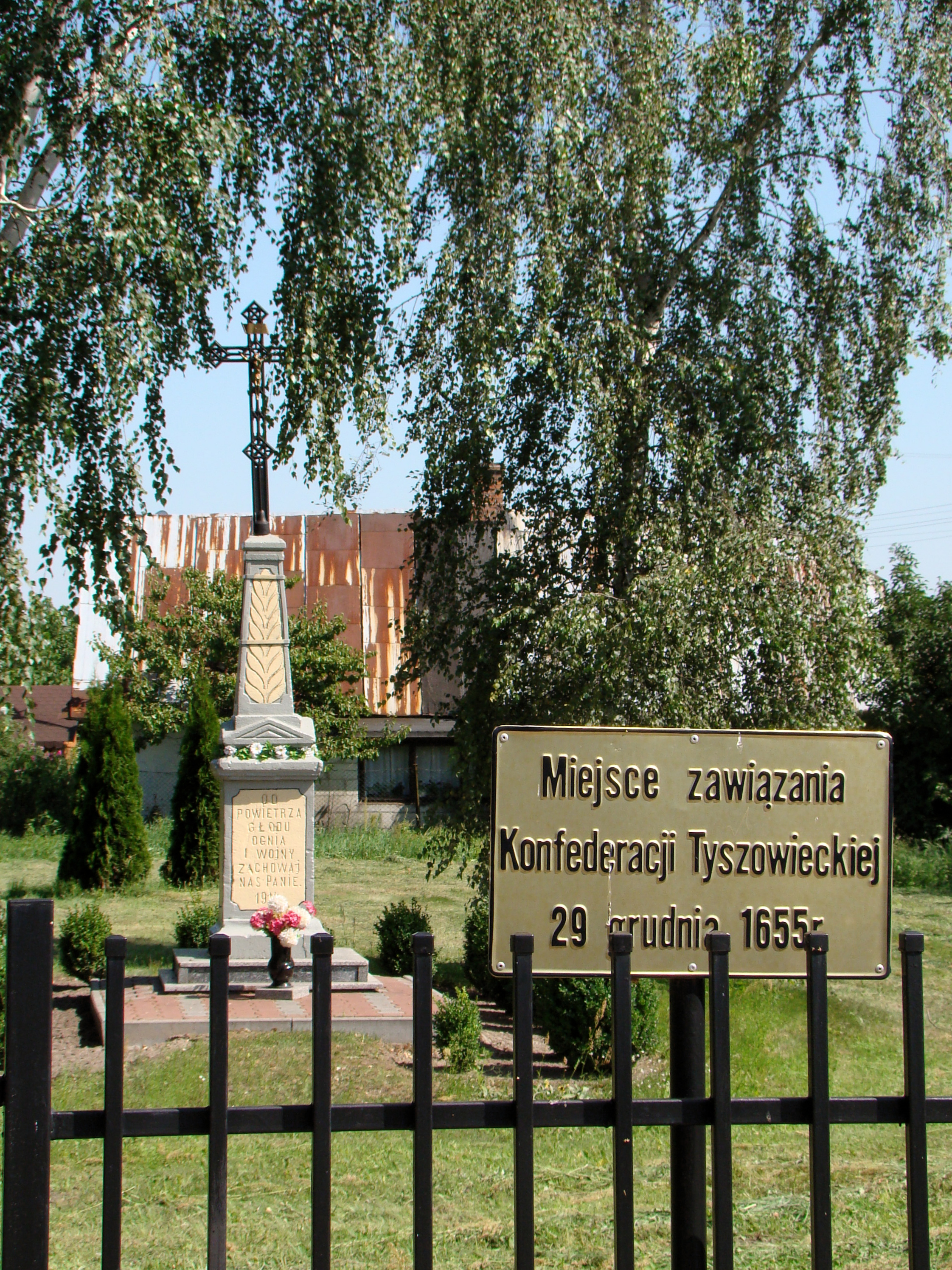
Miejsce zawiązania konfederacji tyszowieckiej

Konfederacja tyszowiecka – konfederacja wojskowo-szlachecka zawiązana 29 grudnia 1655 w Tyszowcach przez hetmana wielkiego koronnego Stanisława „Rewerę” Potockiego i hetmana polnego koronnego Stanisława Lanckorońskiego w celu podjęcia ponownej walki z najazdem szwedzkim i poddania wojska prawowitemu monarsze Janowi II Kazimierzowi Wazie. 

## Opis
Jesienią 1655 szlachtę wzburzyły informacje o oblężeniu przez Szwedów Jasnej Góry, którzy pogwałcili tym samym wolność religii katolickiej i podnieśli świętokradczą rękę na miejsce najznaczniejsze nie tylko Rzeczypospolitej ale i Orbi Christiano. 18 grudnia 1655 na wieść, że wojsko koronne zamierza opuścić Szwedów, król Jan II Kazimierz Waza wyruszył w drogę powrotną do Polski. 
W zawiązaniu konfederacji tyszowieckiej udział wzięły wojska dowodzone przez hetmanów koronnych. Pewną rolę odegrała także szlachta okolicznych ziem i powiatów. Konfederacja rozpisała w całym kraju pobór regimentów łanowych i wybrańców i powołała pod broń wszystkie stany.
Wracający z wygnania Jan II Kazimierz Waza nie potwierdził uchwał konfederacji i nie przyłączył się do niej. Przywódcy konfederatów prowadzili z królem rozmowy w czasie jego podróży do Lwowa, w Krośnie i Łańcucie. Ostatecznie zawiązano w obecności króla nową konfederację generalną w Łańcucie..
Oryginalny tekst aktu konfederacji ani jego druki ulotne nie przetrwały do czasów współczesnych. W Archiwum Państwowym w Lublinie zachował się natomiast tekst uniwersału sokalskiego z 16 grudnia 1655, mającego być zbliżonym do aktu konfederacji, oraz uniwersału konfederacji o pospolitym ruszeniu z 31 grudnia 1655.